# کتابخانه دانشگاه اومئو

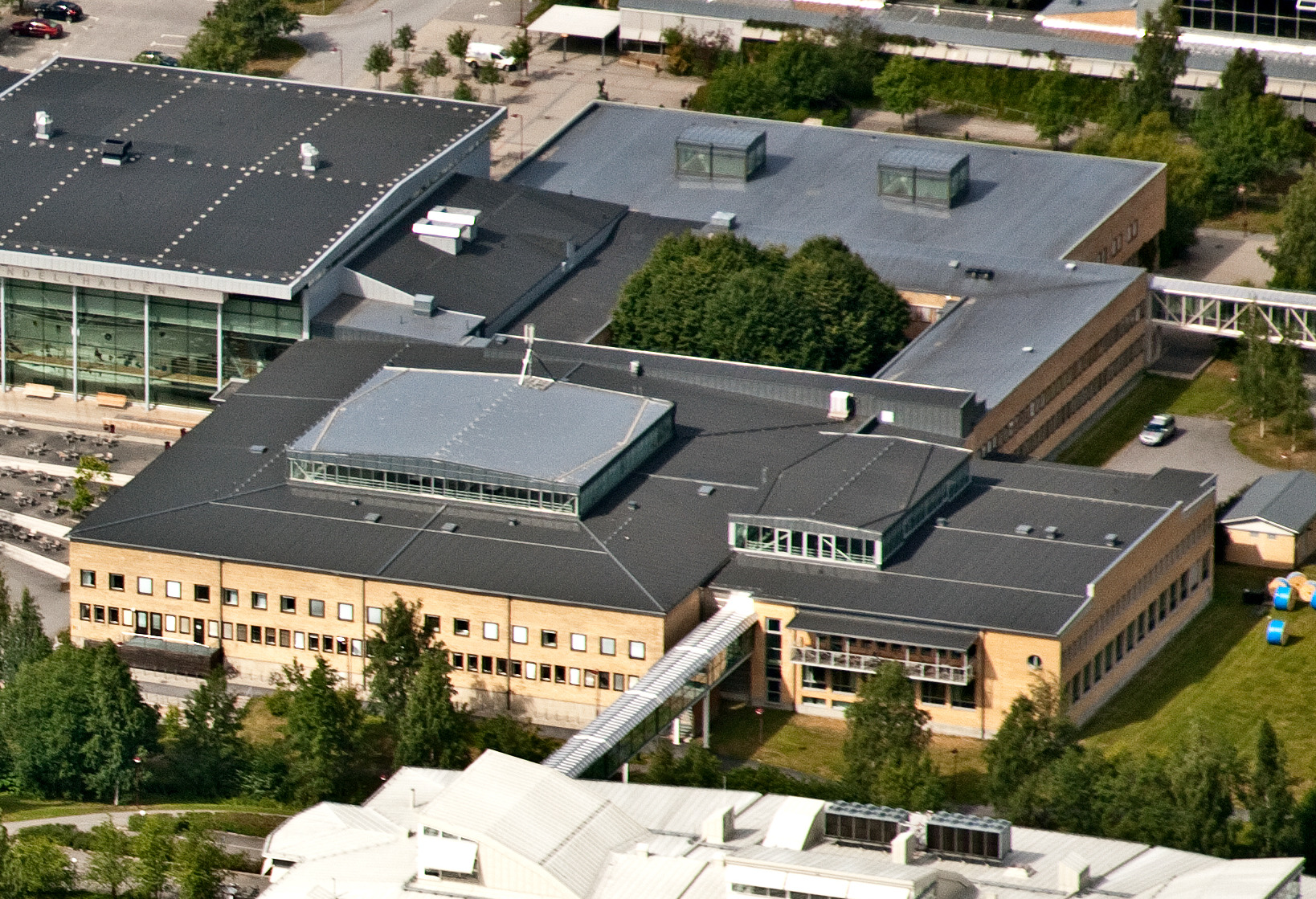
عکس هوایی از کتابخانه دانشگاه اومئو

کتابخانه دانشگاه اومئو کتابخانه مرکزی دانشگاه اومئو می‌باشد.
این کتابخانه در سال ۱۹۵۰ تأسیس شده‌است و پس از راه‌اندازی دانشگاه اومئو زیرمجموعه این دانشگاه شده‌است. کتاب‌های این کتابخانه و شش کتابخانه دیگر در کشور سوئد توسط پرینتر مستقیماً از یک کتاب چاپ می‌شود.